# 馬場賴周
馬場賴周（生年不詳－1546年5月1日）是日本戰國時代武將。肥前國戰國大名少弐氏的家臣。父親是馬場賴員。綾部城城主。
馬場氏是少弐氏的一門，賴周的祖父是少弐教賴的弟弟賴經。少弐氏因為周防國大內氏的壓力，勢力被弱化，於是移至肥前國，並壓迫曾是九州探題的澁川氏，奪取肥前綾部城，令一門馬場氏成為城主，以加強統治。

## 生平
仕於沒落中的少弐氏。大永4年（1524年），謀殺屬於宿敵大內氏的岳父筑紫滿門等，使用非常冷酷的手段。
享祿3年（1530年），在田手畷之戰中，對擊退杉興連率領的大內軍作出貢獻。此後，龍造寺氏凌駕在主家之上而抬頭，龍造寺家兼背叛少弐氏，並與大內義隆連結（在『肥陽軍記』、『北肥戰誌（九州治亂記）』中，沒有記述背叛的事，而是記述了小田政光的祖父小田資光（覺派）向少弐冬尚說了「家兼與大內氏內通」（家兼は大内へ内通と思われます）的讒言）。天文4年（1535年），沒有協助而令少弐資元自殺（有說法指是雖然希望救援但不成功）。後來，龍造寺家兼與少弐冬尚和解，並與兒子龍造寺家門等一門一同仕於少弐氏，更成為重臣。因為對於過去的背叛和現在的威勢感到義憤（在『肥陽軍記』中記載是嫉妒龍造寺的威勢，而且有「烏喙之相」（烏喙の相，即欲望強烈的面相））。天文14年（1545年），使用謀略成功誅殺龍造寺家兼一族的大半。對以謀略容易殺死龍造寺一族而感到喜悦，踏在被殺的6人的首級等表示不敬（『北肥戰誌（九州治亂記）』）。
與兒子政員一同流放家兼後，在祇園岳築城並開始統治。天文15年（1546年），逃到筑後國的蒲池鑑盛之下的龍造寺家兼舉兵，千葉胤連（一說是其父千葉胤勝）亦出兵協助。在龍造寺氏的殘黨蜂起後，因為祇園岳城還在建造中而不能進行防戰，於是打算前往綾部城。但是受到千葉軍追擊，兒子政員被野田家俊殺死，賴周走進社家，並在芋釜的洞穴中躲藏，被加茂彈正從洞穴中拖出並殺害。
龍造寺家兼在前往祇園岳的途中，在坪上檢視賴周和政員的首級。而政員的妻子是家兼的孫女，馬場父子的首級被家兼鄭重地埋葬。

## 子孫
馬場氏由孫兒鑑周繼承，後來被允許再次仕於龍造寺氏。但是鑑周在永祿12年（1569年）被大友氏進攻之際投降等，繼續抵抗龍造寺氏。

## 人物
- 在『治亂記』中，被評為「博學，有才知，忠心，而且憐憫下賤者。殺死龍造寺一家，是對少弐有意義的事」（博学にして才知あり、忠心深くまた下賤を憐れみし者なり。龍造寺の一家を討ち取りしことは、少弐に対して謂れある事なり）。

## 外部連結
- 武家家伝＿馬場氏 （页面存档备份，存于）